# Claude de Beauharnais (1717)
Claude-Joseph de Beauharnis, I conte di Roches-Baritaud (Rochefort, 16 gennaio 1717 – Parigi, 25 dicembre 1784), è stato un nobile e ammiraglio francese.

## Biografia
Era il figlio di Claude de Beauharnais e della moglie Renée Hardouineau, figlia di Pierre Hardouineau.

## Carriera militare
Seguendo le orme di suo padre, comandò l'artiglieria francese in Canada per quattro anni ed è stato promosso, il 15 maggio 1756, al grado di capitano. Come suo fratello, Claude ha preso parte agli eventi della Guerra dei Sette Anni. Il 21 febbraio 1759, la fregata da 32 cannoni La Bellone, a cui era al comando, fu attaccata da due navi inglesi, inclusa la HMS Vestal, comandata da Samuel Hood, a 600 miglia da Lizard Point. La Vestal faceva quindi parte dello squadrone agli ordini del contrammiraglio Charles Holmes diretto in Nord America. Dopo cinque ore di feroce lotta, quando i cannoni tacquero e il fumo si diradò, si poté vedere le due navi inglesi in fuga e la nave francese regnare sola sulle acque mutilate ma trionfanti. Luigi XV coronò questa bella impresa d'armi nominandolo conte di Roches-Baritaud.

## Matrimonio
Sposò, il 6 marzo 1753 a Saint-Eustache, Marie-Anne-Françoise Mouchard (4 ottobre 1737-2 luglio 1813), figlia di François-Abraham-Marie Mouchard.
- Claude de Beauharnais
- Françoise de Beauharnais (1757-1822)
- Anne de Beauharnais (1760-1831)

| Controllo di autorità | VIAF (EN) 573145857930823020327 · CERL cnp02139875 · GND (DE) 1084661322 |